# ンゴロンゴロ保全地域
ンゴロンゴロ保全地域（ンゴロンゴロほぜんちいき、英: Ngorongoro Conservation Area）は、タンザニア北部の自然保護地域の1つである。ンゴロンゴロ保全地域は主にアルーシャ州に属しており、州都アルーシャからは西へ180km程である。なお、北西のセレンゲティ国立公園に隣接し、西のマスワ禁猟区と隣接し、南西端にはエヤシ湖が有る。

## 火山性地形
ここの「ンゴロンゴロ」とは、マサイ語で「大きな穴」を意味する。その名の通り、ンゴロンゴロ地域にはンゴロンゴロ・オルモティ・エンパカーイと呼ばれる3つの火口が並び、これら活動を停止した火口も含め、9つの火山が分布する。

### ンゴロンゴロクレーター
有名な「ンゴロンゴロクレーター」は、隕石衝突によってできたクレーターではなく、300万年前に出来た火山噴火跡のカルデラを指し、その外輪山の大きさは南北16km、東西19km程である。なお、ンゴロンゴロクレーターの内部には、湖や湿地も存在する。ンゴロンゴロの外輪山の標高は約2400mで、カルデラ内部の平野の標高は約1800m程度である。このようにカルデラのサイズに比して、高低差が存在し、外輪山は非常に急峻である。
このためカルデラ内部から、外部へと歩いて出るためには大変な労力を要するので、このカルデラ内に生息する大型陸上動物のほとんどは、敢えてカルデラから外へ出ず、周囲とは隔離度の高い生態系が形成された。しかしながら、キリンやインパラ以外の東アフリカのサバンナに生息する動物は、ほぼカルデラ内にも棲息している。

### オルドバイ渓谷
人類発祥の地と目されるオルドバイ渓谷は、ンゴロンゴロクレーターの西に位置する。

### ユネスコ世界ジオパーク
2018年にオルドイニョ・レンガイ、オルドヴァイ渓谷、ラエトリ、ンゴロンゴロクレーターなど一帯がユネスコ世界ジオパークに指定される。

## 生物圏保護区
セレンゲティ国立公園と合わせた地域に150万頭のヌー、90万頭のトムソンガゼル、30万頭のシマウマ、そしてグラントガゼル、アフリカスイギュウ、クロサイなどの有蹄類とライオン、ヒョウ、チーター、ジャッカル（キンイロジャッカル、ヨコスジジャッカル）、リカオン、アフリカゴールデンキャットなどの捕食者が生息しているため、1981年にセレンゲティ国立公園と共に生物圏保護区に登録された。

## 開発
ンゴロンゴロ地域には、18世紀前後に移住してきたマサイ族が暮らしており、2000年代において約4万2000人が牧畜を営んでいる。このためタンザニア政府は、敢えてンゴロンゴロ地域を国立公園には指定せず、保全地域として管理している。
また、ンゴロンゴロ保全地域には幹線道路が、南東から北西へと抜けている。

## 世界遺産
ンゴロンゴロ保全地域は、1979年に自然遺産として世界遺産リストに登録された。しかし、1984年に危機遺産とされた。それでも、2010年には複合遺産としての拡大登録が認められた。

### 登録基準
この世界遺産は世界遺産登録基準のうち、以下の条件を満たし、登録された（以下の基準は世界遺産センター公表の登録基準からの翻訳、引用である）。
- (4) 人類の歴史上重要な時代を例証する建築様式、建築物群、技術の集積または景観の優れた例。
- (7) ひときわすぐれた自然美及び美的な重要性をもつ最高の自然現象または地域を含むもの。
- (8) 地球の歴史上の主要な段階を示す顕著な見本であるもの。これには生物の記録、地形の発達における重要な地学的進行過程、重要な地形的特性、自然地理的特性などが含まれる。
- (9) 陸上、淡水、沿岸および海洋生態系と動植物群集の進化と発達において進行しつつある重要な生態学的、生物学的プロセスを示す顕著な見本であるもの。
- (10) 生物多様性の本来的保全にとって、もっとも重要かつ意義深い自然生息地を含んでいるもの。これには科学上または保全上の観点から、すぐれて普遍的価値を持つ絶滅の恐れのある種の生息地などが含まれる。